# Le Jardin des plantes (roman)
Pour les articles homonymes, voir Le Jardin des plantes.
Le Jardin des plantes est un roman de Claude Simon publié le 19 septembre 1997 aux éditions de Minuit.

## Résumé
Le jardin des plantes de Paris est un lieu de promenade de Claude Simon, qu'il parcourt souvent lorsqu'il est à Paris. C'est aussi un lieu qui amalgame, entre le Muséum, le jardin alpin et la ménagerie, des milliers de minéraux, de végétaux et d'animaux dans un spectacle apparemment épars. Répondant dans un entretien à propos de ce livre, Claude Simon dit : "On pourrait dire que le livre est construit comme le portrait d’une mémoire, avec ses circonvolutions, ses associations, ses retours sur elle-même, etc. La difficulté de la chose est que l’écriture ne permet de présenter que les uns après les autres les événements, les actions ou les images qui se bousculent et s’imbriquent ainsi. J'ai tenté un assemblage de ces lopins".
Dans ce livre Simon revient sur Le Désir attrapé par la queue, une pièce de théâtre surréaliste écrite par Pablo Picasso en janvier 1941 sous l'Occupation allemande. Claude Simon en fait une description pleine d'ironie.